# Aleksandr Chackiewicz
Aleksandr Isakowicz Chackiewicz (ros. Александр Исакович Хацкевич, ur. 28 stycznia 1895 w Nowosiołkach w guberni mińskiej, zm. 1937) – radziecki polityk.

## Życiorys
W 1917 wstąpił do SDPRR(b), służył w rosyjskiej armii, od 1918 był przewodniczącym gminnego komitetu rewolucyjnego w guberni mińskiej, a od 1920 przewodniczącym komitetu wykonawczego borysowskiej rady powiatowej. Od 26 marca 1923 do 10 lutego 1934 członek Centralnego Biura KC Komunistycznej Partii (bolszewików) Białorusi, 1924-1925 przewodniczący komitetu wykonawczego mohylewskiej rady okręgowej, od kwietnia 1925 do kwietnia 1926 ludowy komisarz spraw wewnętrznych Białoruskiej SRR. Od kwietnia 1926 do maja 1927 przedstawiciel Białoruskiej SRR przy Radzie Komisarzy Ludowych ZSRR, od maja 1927 do lutego 1931 sekretarz Prezydium CIK Białoruskiej SRR, od lutego 1931 do lutego 1935 ludowy komisarz finansów Białoruskiej SRR, od 8 lutego 1935 do 1937 sekretarz Rady Narodowości CIK ZSRR.
W 1937 aresztowany, następnie rozstrzelany.